# Amelier de Tolosa
Amelier de Tolosa (fl. XII secolo) è stato un trovatore tolosano del XII secolo.
Della sua opera ci sono pervenuti alcuni sirventes dedicati al conte d'Astarac, nei quali condanna i costumi del secolo, la decadenza della nobiltà e della menestrelleria, la tirannia e l'avarizia dei signori, il clero e i monaci. Questi componimenti, più arditi che spirituali, danno curiose informazioni sui costumi del tempo.